# Straight Out the Jungle
Straight Out the Jungle è l'album di debutto del gruppo hip hop statunitense Jungle Brothers, pubblicato l'8 novembre del 1988. L'album segna la nascita del collettivo Native Tongues Posse. L'album è distribuito da Idlers e Warlock Records per il mercato di Stati Uniti e Australia. In Gran Bretagna e in Francia il prodotto è commercializzato da Gee Street, in Germania da Galaxis e ZYX Records, e in Turchia da Mas Plak.
Nel 1998, la rivista The Source lo inserisce nella sua lista dei 100 migliori album hip hop.
| Recensione                    | Giudizio |
| ----------------------------- | -------- |
| AllMusic                      | [ 2 ]    |
| Record Collector              | [ 3 ]    |
| The Source                    | [ 4 ]    |
| Encyclopedia of Popular Music | [ 5 ]    |
| The Rolling Stone Album Guide | [ 6 ]    |
| Spin Alternative Record Guide | [ 7 ]    |
| The Village Voice             | A−       |

## Tracce
1. Straight Out Of The Jungle – 4:00
2. What's Going On – 4:07
3. Black Is Black (featuring Q-Tip) – 3:58
4. Jimbrowski (featuring DJ Red Alert) – 4:30
5. I'm Gonna Do You – 3:22
6. I'll House You – 4:59
7. On The Run – 4:06
8. Behind The Bush – 3:35
9. Because I Got It Like That – 4:38
10. Braggin & Boastin – 3:53
11. Sound of Safari – 3:01
12. Jimmy's Bonus Beat – 1:14
13. The Promo (featuring Q-Tip) – 3:35

Durata totale: 48:58

## Classifiche

### Classifiche settimanali
| Classifica (1988)         | Posizione massima |
| ------------------------- | ----------------- |
| US Top R&B/Hip-Hop Albums | 39                |